# Stille Post (2008)
Stille Post ist ein deutscher Fernsehfilm von Matthias Tiefenbacher aus dem Jahr 2008. Ursula Karven verkörpert in der Hauptrolle eine Lehrerin, die Opfer eines Rufmordes wird.

## Handlung
Die am Gymnasium tätige Andrea Jahn ist Klassenlehrerin einer elften Klasse in Lübeck. Sie wird von ihren Kollegen, ihren Schülern und den Eltern sehr geschätzt. Dies gerät ins Wanken, als ihr Schüler Nick sich in sie verliebt und auch keinen Hehl daraus macht, ihr dies regelmäßig zu zeigen. Frau Jahn weist ihn wiederholt zurück, macht ihm deutlich, dass sie verheiratet ist und dass sie nicht in ihn verliebt sei. Außerdem habe er ja eine Freundin. Doch von alledem will Nick nichts wissen, er bleibt beharrlich. Auf der Klassenfahrt tanzt er mit Frau Jahn eine Runde. Er lädt sie daraufhin zu einer Nacht mit ihm auf ein Hausboot ein. Stattdessen erscheint seine Freundin Lisa. Sie sieht in dem romantischen Ambiente sofort eine sexuelle Beziehung zu seiner Lehrerin, die es real nie gegeben hat. Das Gerücht verbreitet sich in der Schule und die Lehrerin wird von Reportern bedrängt, die aus der Sache einen Sexskandal konstruieren. Auch tauchen Bildfälschungen auf, die die Lehrerin in einem intimen Moment mit ihrem Schüler zeigen. Als Andrea Jahn’s Ehemann bei Nicks Vater vorbeischaut, da seine Frau verschwunden war, fallen ihm auf dem Boden Fotomontagen auf, die seine Frau in sexueller Pose mit ihrem Schüler zeigen. Vor dem Hausboot kann er seine Frau noch abpassen, und das Paar kommt wieder zusammen. Nick versucht zwar hinterherzulaufen doch muss letztlich seine Idee aufgeben.

## Hintergrund
Stille Post wurde unter dem Arbeitstitel Tabu vom 11. März 2008 bis zum 14. April 2008 gedreht. Produziert wurde der Film von der Network Movie.

## Kritik
Die Kritiker der Fernsehzeitschrift TV Spielfilm zeigten mit dem Daumen nach oben und vergaben für Action einen und für Spannung zwei von drei möglichen Punkten. Sie urteilten: „Ursula Karven spielt die in die Enge getriebene Mittvierzigerin, die an einem Wendepunkt ihres Lebens angelangt ist, mit sehenswerter Intensität. Die filmische Gestaltung ist allerdings sehr fernsehkonventionell ausgefallen.“ Das Fazit lautet: „Bitteres aus der Schule des Lebens“.